# 體育健將
體育健將（Athlete）是英國的一個另類搖滾樂團。樂團創建于倫敦的德普特福德。樂團由喬爾·波特（主唱、吉他）、凱里·威利茨（貝斯、和聲）、斯蒂芬·羅伯茨（鼓、和聲）和蒂姆·旺斯塔爾（鍵盤、和聲）組成。樂團的首張專輯Vehicles & Animals就獲得水星音樂家提名。最近的兩張專輯Beyond the Neighbourhood和Black Swan也有不俗銷量。

## 外部連結
- 官方网站
- Athlete的MySpace主頁